# Ruteng
Ruteng è una piccola città dell'Indonesia nella parte occidentale dell'isola di Flores occidentale capoluogo della reggenza di Manggarai, nell'ambito della provincia indonesiana di Nusa Tenggara Orientale.
La popolazione è prevalentemente cattolica, ma esistono ancora tradizioni antiche, precedenti alla colonizzazione portoghese dell'isola, come il caci, una danza/lotta rituale con le fruste, praticata tradizionalmente in occasione dei matrimoni, ma che è ormai diventata una attrazione turistica.